# Rečica (Bojnik)
Pour les articles homonymes, voir Rečica.
Rečica (en serbe cyrillique : Речица) est un village de Serbie situé dans la municipalité de Bojnik, district de Jablanica. Au recensement de 2011, il comptait 97 habitants.

## Démographie
| 1948 | 1953 | 1961 | 1971 | 1981 | 1991 | 2002 | 2011 |
| ---- | ---- | ---- | ---- | ---- | ---- | ---- | ---- |
| 496  | 491  | 427  | 360  | 256  | 181  | 148  | 97   |

|  |